# Municipio de West Hibbard
El municipio de West Hibbard (en inglés: West Hibbard Township) es un municipio ubicado en el condado de Kearny en el estado estadounidense de Kansas. En el año 2010 tenía una población de 73 habitantes y una densidad poblacional de 0,18 personas por km².

## Geografía
El municipio de West Hibbard se encuentra ubicado en las coordenadas 38°10′10″N 101°25′55″O / 38.16944, -101.43194. Según la Oficina del Censo de los Estados Unidos, el municipio tiene una superficie total de 402.12 km², de la cual 402,11 km² corresponden a tierra firme y (0 %) 0 km² es agua.

## Demografía
Según el censo de 2010, había 73 personas residiendo en el municipio de West Hibbard. La densidad de población era de 0,18 hab./km². De los 73 habitantes, el municipio de West Hibbard estaba compuesto por el 82,19 % blancos, el 1,37 % eran amerindios, el 10,96 % eran asiáticos, el 5,48 % eran de otras razas. Del total de la población el 28,77 % eran hispanos o latinos de cualquier raza.